# Stacy Sanches
Stacy Sanches también conocida como Stacy Sanchez (nacida el 4 de septiembre de 1973 en Dallas, Texas) es una modelo y actriz estadounidense. Fue elegida como Playmate por la revista Playboy en marzo de 1995 y posteriormente elegida playmate del año 1996.

## Filmografía
- Bikini Bash (2001)
- Desperate But Not Serious (1999)
- On the Line (1984)
- Playboy’s Sisters (1996)

## Apariciones notables en TV
- Fear Factor
- Howard Stern
- Dallas